# Notarcha viridalis
Notarcha viridalis is een vlinder uit de familie van de grasmotten (Crambidae). De wetenschappelijke naam van deze soort is voor het eerst gepubliceerd in 2021 door Michael Seizmair.
Deze soort komt voor in Saudi-Arabië en Oman.